# Rick Santorum
Richard John Santorum (nascut el 10 de maig de 1958), més conegut com a Rick Santorum, és un advocat i polític estatunidenc, exsenador dels Estats Units per l'estat de Pennsilvània.
Va ser precandidat a la Casa Blanca pel Partit Republicà, on competia contra Newt Gingrich i Mitt Romney, fins que el 10 d'abril de 2012 va anunciar la seva retirada de la carrera presidencial, després d'un cap de setmana d'"oració i reflexió". Es creu que la seva retirada també va poder ser a causa de l'hospitalització de la seva filla de tres anys, que pateix una malaltia cromosòmica greu que interfereix amb el desenvolupament
En anunciar la suspensió de campanya, havia guanyat 11  primàries i assemblees electorals i havia rebut més de 3 milions de vots.
Va ser el president de la Conferència Republicana del Senat (Senate Republican Conference), el tercer càrrec en importància del seu partit al Senat, va ser elegit a la Cambra de Representants dels EUA el 1990 a l'edat de 32 anys, i a més va ser com a comentarista en canal de televisió Fox News Channel.
Va obtenir una llicenciatura de la Universitat Estatal de Pennsilvània, un MBA de la Universitat de Pittsburgh, i un Doctorat en Dret de l'Escola de Dret Dickinson. Santorum va treballar com a advocat a l'estudi K & L Gates, on hi va conèixer Karen Garver, amb qui es va casar el 1990 i hi té set fills; un vuitè fill va morir poc després del naixement.